# Brandkåren Attunda

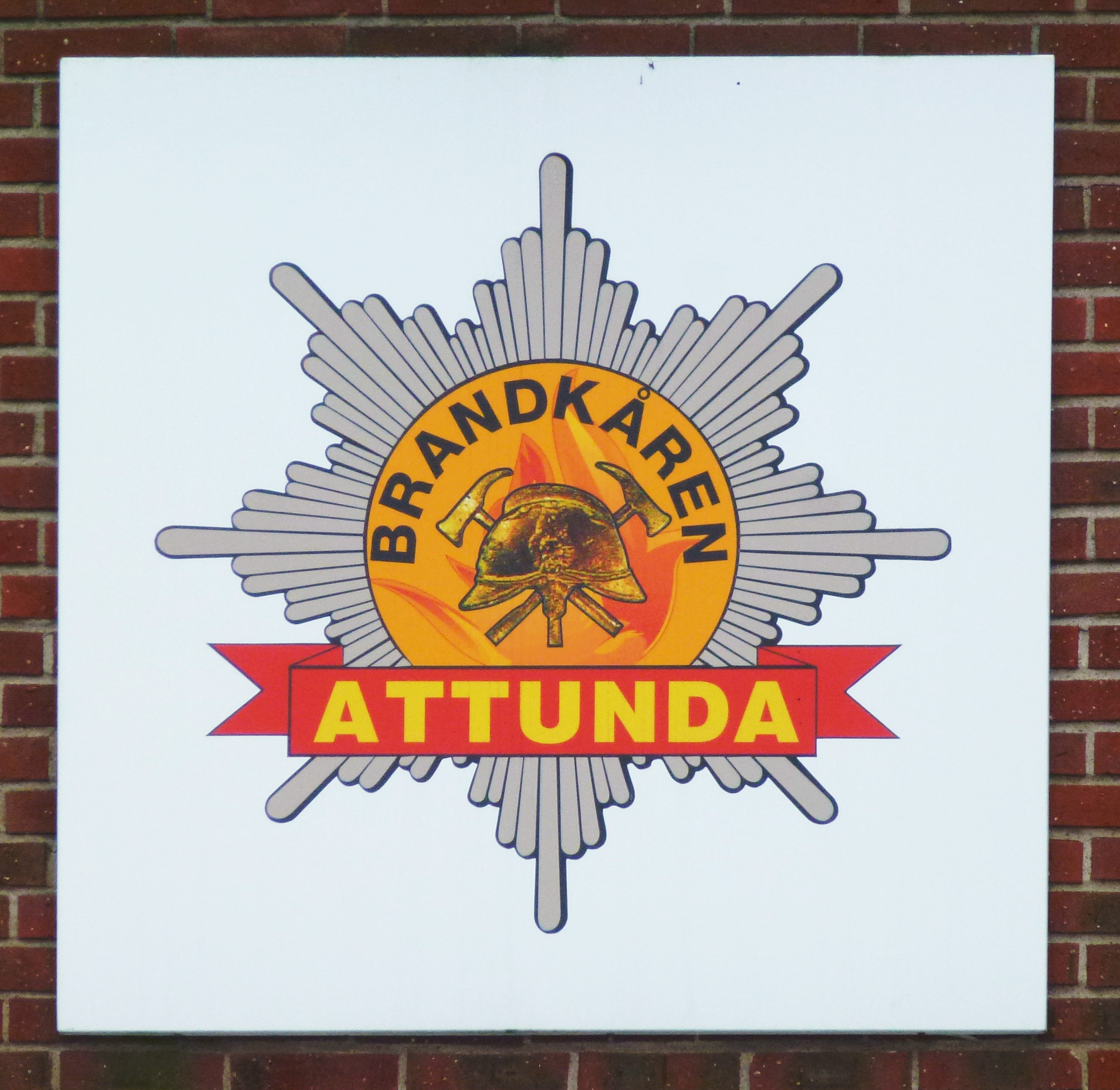
Brandkåren Attunda i Sollentuna.

Brandkåren Attunda är ett kommunalförbund för räddningstjänst i de norra kommunerna i Stockholms län samt i Knivsta kommun i Uppsala län.  Namnet ”Attunda” härrör från Attundaland, som i äldre tid var ett så kallat folkland i Uppland.

## Historik
Brandkåren Attunda bildades 1997 av Järfälla, Sollentuna, Upplands-Bro och Upplands Väsby kommuner i Stockholms län. Sedan 1 januari 2009 ingår också Sigtuna och Knivsta kommuner. Ledningen återfinns på Sollentuna brandstation med adress Hammarbacken 20. För närvarande har kommunalförbundet cirka 250 medarbetare varav 200 är heltidsanställda och 70 deltidsanställda.

## Brandstationer

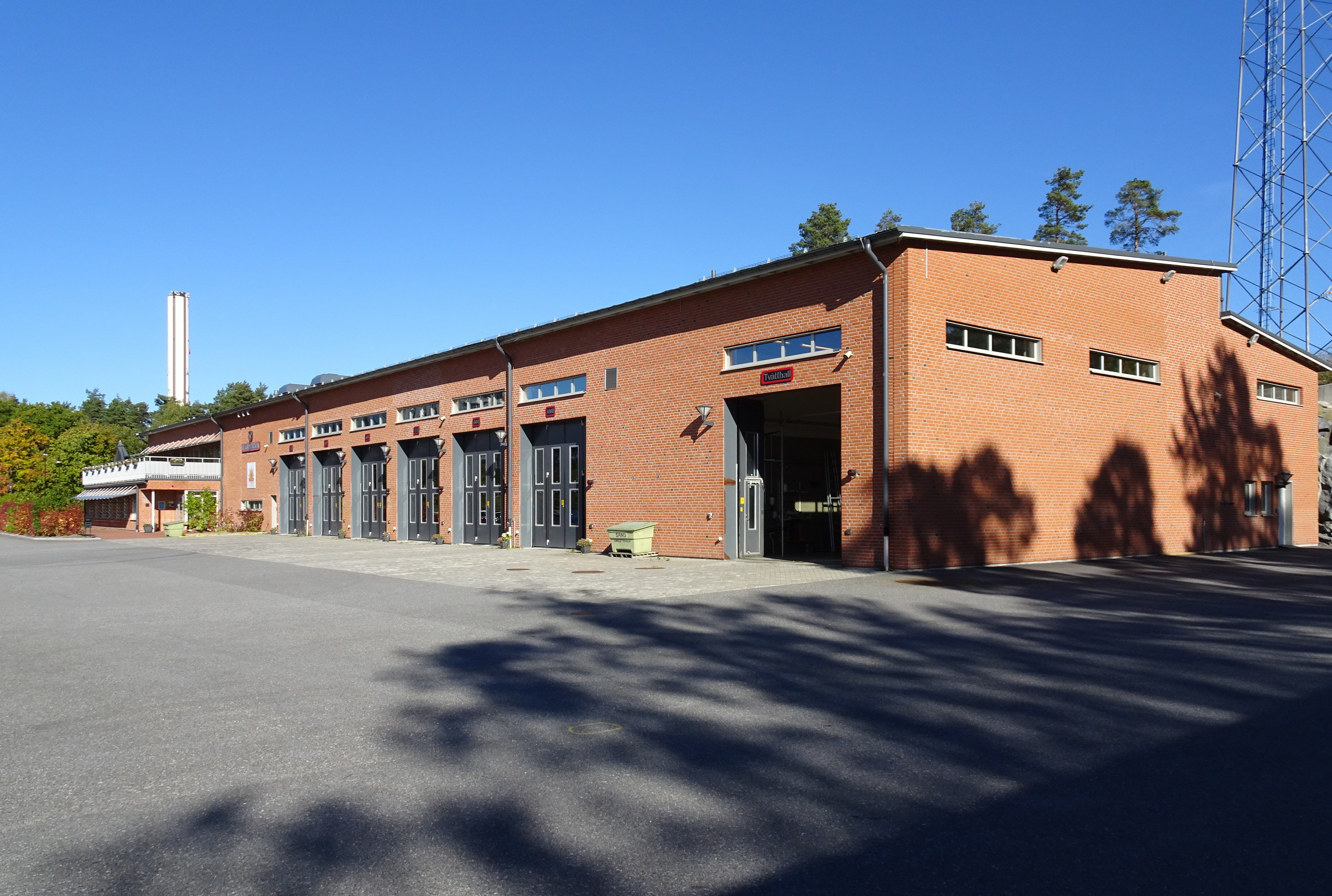
Järfälla brandstation.

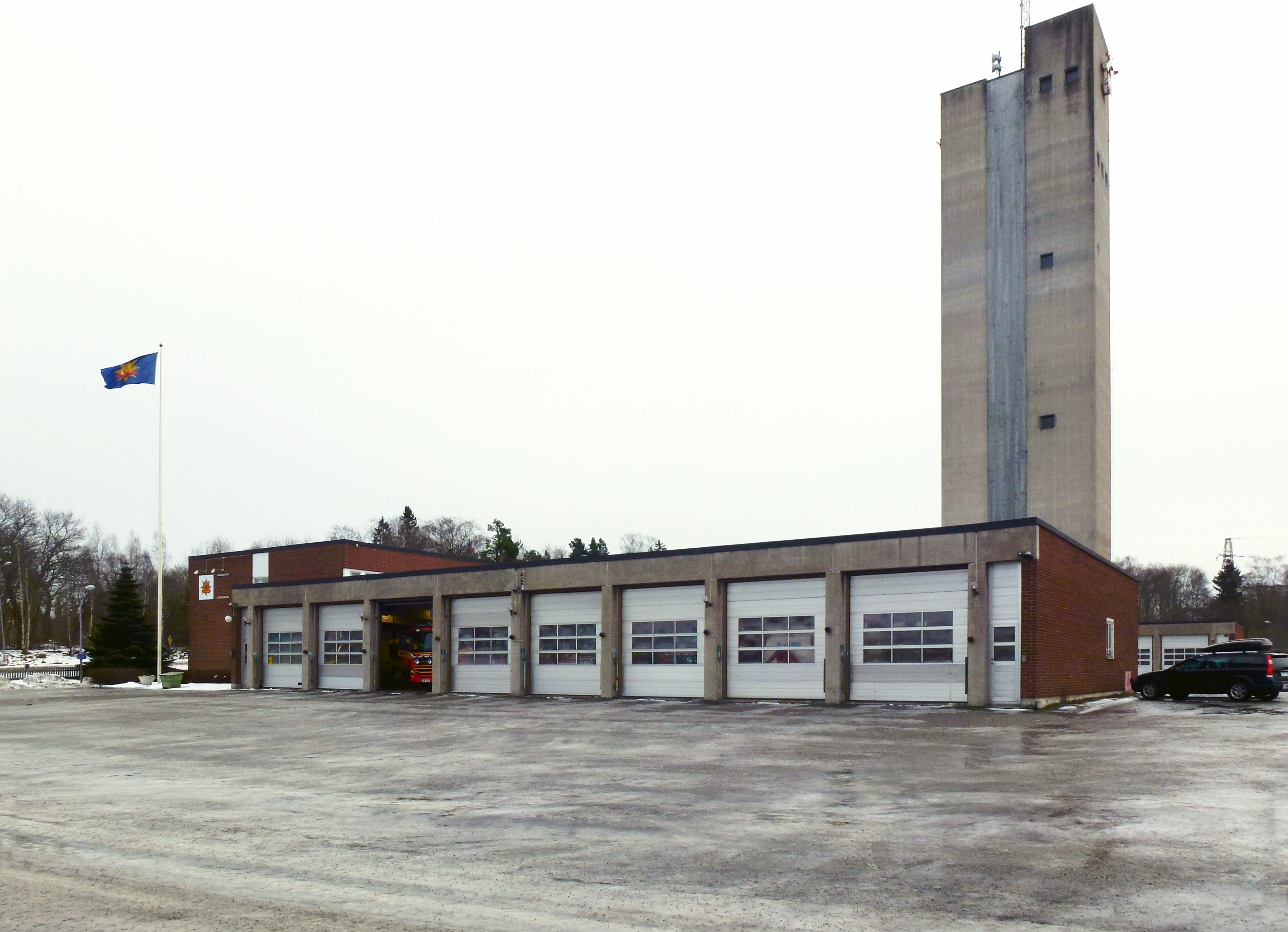
Sollentunas tidigare brandstation från 1968.

Brandkåren Attunda förfogar över sex brandstationer:
- Järfälla brandstation
- Knivsta brandstation
- Sigtuna brandstation
- Sollentuna brandstation
- Upplands-Bro brandstation
- Upplands Väsby brandstation